# Luhyňa
Luhyňa (bis 1948 slowakisch „Legiňa“; ungarisch Legenye) ist eine Gemeinde im Osten der Slowakei mit 294 Einwohnern (Stand 31. Dezember 2024), die zum Okres Trebišov, einem Kreis des Košický kraj, gehört. Sie ist Teil der traditionellen Landschaft Zemplín.

## Geographie
Die Gemeinde befindet sich im südwestlichen Teil des Ostslowakischen Tieflands, zwischen dem Kleingebirge Zemplínske vrchy im Osten und der Flurterrasse des Flüsschens Roňava  an der Staatsgrenze zu Ungarn im Westen. Das Ortszentrum liegt auf einer Höhe von 187 m n.m. und ist 19 Kilometer von Trebišov entfernt.
Nachbargemeinden sind Michaľany im Norden, Veľaty im Nordosten und Osten, Veľká Tŕňa im Südosten, Čerhov im Süden, Alsóregmec (H) im Südwesten und Felsőregmec (H) im Westen.

## Geschichte
Auf dem Gemeindegebiet von Luhyňa gab es eine bronzezeitliche Siedlung sowie einen Bronzefund sowie Überreste einer slawischen Siedlung aus der Zeit des Mährerreichs.
Luhyňa wurde zum ersten Mal 1263 als Legene schriftlich erwähnt, weitere historische Bezeichnungen sind unter anderem Legenye (1358), Naghlegenye (1454), Felsew Legenye (1466), Leginya (1773) und Legyňa (1808). Zur Zeit der Ersterwähnung war das Dorf Besitz des Landadels und wechselte im Laufe der Jahrhunderte häufig die Besitzer. Im 19. Jahrhundert war es Gut des Geschlechts Andrássy. 1725 gab es 16 verlassene und drei bewohnte Haushalte, 1787 hatte die Ortschaft 119 Häuser und 685 Einwohner, 1828 zählte man 99 Häuser und 742 Einwohner, die als Landwirte tätig waren.
Bis 1918/1919 gehörte der im Komitat Semplin liegende Ort zum Königreich Ungarn und kam danach zur Tschechoslowakei beziehungsweise heutigen Slowakei. Auch in der Zeit der ersten tschechoslowakischen Republik war Luhyňa ein landwirtschaftlich geprägtes Dorf. Auf Grund des Ersten Wiener Schiedsspruchs war der Ort von 1938 bis 1944 noch einmal Teil Ungarns.

## Bevölkerung
| Jahr                | 1994 | 2004     | 2014 | 2024    |
| ------------------- | ---- | -------- | ---- | ------- |
| Anzahl der Personen | 351  | 313      | 313  | 294     |
| Unterschied         |      | −10,82 % | +0 % | −6,07 % |

| Jahr                | 2023 | 2024    |
| ------------------- | ---- | ------- |
| Anzahl der Personen | 301  | 294     |
| Unterschied         |      | −2,32 % |

Nach der Volkszählung 2011 wohnten in Luhyňa 327 Einwohner, davon 258 Slowaken, zwei Magyaren sowie jeweils ein Deutscher und Tscheche. 65 Einwohner machten keine Angabe zur Ethnie.
155 Einwohner bekannten sich zur römisch-katholischen Kirche, 66 Einwohner zur griechisch-katholischen Kirche, 23 Einwohner zur reformierten Kirche, sechs Einwohner zur orthodoxen Kirche und ein Einwohner zur Evangelischen Kirche A. B. Sieben Einwohner waren konfessionslos und bei 69 Einwohnern wurde die Konfession nicht ermittelt.

## Bauwerke und Denkmäler
- reformierte (calvinistische) Kirche im Stil des Louis-seize aus dem Jahr 1801[6]

## Verkehr
Durch Luhyňa führt die Cesta III. triedy 3374 („Straße 3. Ordnung“) von Slanské Nové Mesto und Michaľany heraus und endet südöstlich des Ortes an der Cesta I. triedy 79 („Straße 1. Ordnung“) zwischen Trebišov und Slovenské Nové Mesto. Die nächsten Bahnanschlüsse sind in Michaľany und Čerhov an der Bahnstrecke Čierna nad Tisou–Košice.